# Lina Canalejas
Lina Canalejas (eigentlich Concepción Álvarez Canalejas; * 29. Januar 1932 in Madrid, Spanien; † 1. September 2012 ebendort) war eine spanische Schauspielerin.

## Leben und Wirken
Lina Canalejas wurde 1932 in eine Künstlerfamilie hineingeboren. Sie war die Tochter des Violinisten Manuel Álvarez Trigo und die Enkelin des Pianisten und Komponisten Arturo Canalejas, ihr Bruder war der Schauspieler José Canalejas. Nach einer Ausbildung zum klassischen Ballett trat sie einer Folkloregruppe bei, mit der sie Spanien bereiste. Sie wandte sich dann dem Musiktheater zu, speziell seiner Unterform Revue.
Als Theaterschauspielerin debütierte sie an der Seite von Ismael Merlo in dem Stück La vida en un bloc. Während ihrer Theaterkarriere kombinierte sie sowohl neue Musicalshows als auch Komödien (Prohibido suicidarse en primavera, Mayores con reparos, Los arcángeles no juegan al billar, Irma la Douce) oder Dramen wie La Casa de las Chivas (1970).
Sie spielte nicht in vielen, jedoch in bedeutenden Kinofilmen mit und arbeitete mit Regisseuren wie Carlos Saura, José María Forqué, Fernando Fernán Gómez und Pedro Almodóvar zusammen.
Im Fernsehen wirkte sie in verschiedenen spanischen Serien. Sie hatte auch einen Kurzauftritt in der deutschen Vorabendserie Im Auftrag von Madame.

## Filmografie (Auswahl)
- 1954: Un día perdido – Regie: José María Forqué
- 1956: El fenómeno
- 1956: El pequeño ruiseñor (Musikfilm)
- 1960: Labios rojos
- 1960: Mi calle
- 1961: La venganza de Don Mendo – Regie: Fernando Fernán Gómez
- 1962: La viudita naviera
- 1963: Historia de una noche
- 1964: El extraño viaje – Regie: Fernando Fernán Gómez
- 1965: El mundo sigue – Regie: Fernando Fernán Gómez
- 1967: Un millón en la basura – Regie: José María Forqué
- 1968: Sor ye-yé (Musikfilm)
- 1970: Garten der Lüste  – Regie: Carlos Saura
- 1974: La prima Angélica
- 1974: Im Auftrag von Madame (Fernsehserie, 1 Folge)
- 1975: Duerme, duerme, mi amor
- 1975: Obsesión
- 1983: Das Kloster zum heiligen Wahnsinn  – Regie: Pedro Almodóvar
- 1987: Federico Garcia Lorca – Der Tod eines Dichters (Fernsehserie, 1 Folge)
- 1987: Clase media (Fernsehserie, 3 Folgen)
- 1988: Diario de invierno
- 1990: Der Teufel und seine zwei Töchter
- 1991: El Quijote de Miguel de Cervantes (Fernsehserie, 2 Folgen)
- 1992: Amo tu cama rica
- 1993: Madregilda